# Serie Mundial de 1950
La Serie Mundial de 1950 fue disputada entre New York Yankees y Philadelphia Phillies.
Los New York Yankees resultaron ganadores al vencer en la serie por 4 partidos a 0.

## Desarrollo

### Juego 1
| Equipo       | 1 | 2 | 3 | 4 | 5 | 6 | 7 | 8 | 9 | C | H | E |
| ------------ | - | - | - | - | - | - | - | - | - | - | - | - |
| New York     | 0 | 0 | 0 | 1 | 0 | 0 | 0 | 0 | 0 | 1 | 5 | 0 |
| Philadelphia | 0 | 0 | 0 | 0 | 0 | 0 | 0 | 0 | 0 | 0 | 2 | 1 |

LG: Vic Raschi (1–0)  LP: Jim Konstanty (0–1)  

### Juego 2
| Equipo       | 1 | 2 | 3 | 4 | 5 | 6 | 7 | 8 | 9 | 10 | C | H  | E |
| ------------ | - | - | - | - | - | - | - | - | - | -- | - | -- | - |
| New York     | 0 | 1 | 0 | 0 | 0 | 0 | 0 | 0 | 0 | 1  | 2 | 10 | 0 |
| Philadelphia | 0 | 0 | 0 | 0 | 1 | 0 | 0 | 0 | 0 | 0  | 1 | 7  | 0 |

LG: Allie Reynolds (1–0)  LP: Robin Roberts (0–1)  
HRs:  NYY – Joe DiMaggio (1)

### Juego 3
| Equipo       | 1 | 2 | 3 | 4 | 5 | 6 | 7 | 8 | 9 | C | H  | E |
| ------------ | - | - | - | - | - | - | - | - | - | - | -- | - |
| Philadelphia | 0 | 0 | 0 | 0 | 0 | 1 | 1 | 0 | 0 | 2 | 10 | 2 |
| New York     | 0 | 0 | 1 | 0 | 0 | 0 | 0 | 1 | 1 | 3 | 7  | 0 |

LG: Tom Ferrick (1–0)  LP: Russ Meyer (0–1)  

### Juego 4
| Equipo       | 1 | 2 | 3 | 4 | 5 | 6 | 7 | 8 | 9 | C | H | E |
| ------------ | - | - | - | - | - | - | - | - | - | - | - | - |
| Philadelphia | 0 | 0 | 0 | 0 | 0 | 0 | 0 | 0 | 2 | 2 | 7 | 1 |
| New York     | 2 | 0 | 0 | 0 | 0 | 3 | 0 | 0 | X | 5 | 8 | 2 |

LG: Whitey Ford (1–0)  LP: Bob Miller (0–1)  SV: Allie Reynolds (1)  
HRs:  NYY – Yogi Berra (1)
|                                                           |
| Campeón de las Grandes Ligas New York Yankees 13.º título |